# Box Bar Stadium
Das Box Bar Stadium in Banjul, der Hauptstadt des westafrikanischen Staates Gambia, wird für den lokalen Sport und auch für kulturelle Ereignisse genutzt. Der unbefestigte Platz liegt an der Box Bar Road (anderer Name Wallace Cole Road) in der Nähe der King Fahad Mosque. Der Platz wurde in früheren Jahren, bis das Independence Stadium in den frühen 1980er Jahren erbaut wurde, als Nationalstadion benutzt.
1952 wurde der erste Pokalwettbewerb hier ausgetragen. Im Finale des GFA-Cup standen sich die Gambia United und Augustians Bathurst gegenüber. Das Finalspiel, das am 5. Juli im Box Bar Stadium ausgetragen wurde, gewannen die Gambia United mit 2:1.